# Microsoft TechNet

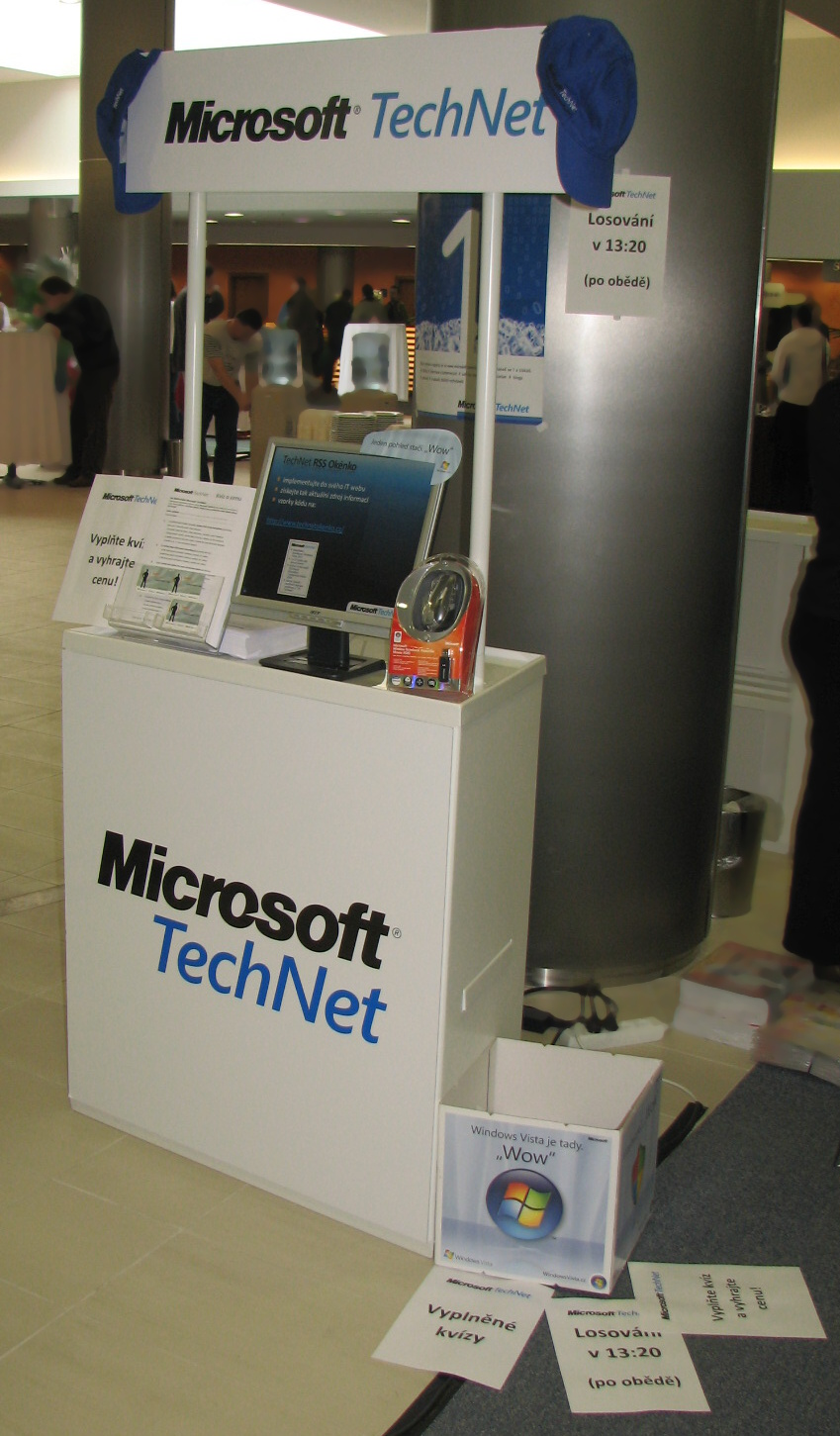
Stand van Microsoft TechNet op een beurs in 2008

Microsoft TechNet is een website van Microsoft bedoeld als bron van informatie, nieuws en evenementen voor informaticaprofessionals. Er is ook een betaald "TechNet Magazine", een papieren tijdschrift.
Vroeger was TechNet enkel toegankelijk voor betalende gebruikers. Nu is de website gratis, met extra mogelijkheden voor betalende gebruikers. De sysinternals gereedschappen maken sinds 18 juli 2006 deel uit van TechNet.

## TechNet Magazine
TechNet Magazine is een maandelijks papieren magazine dat IT professionals in staat stelt om te werken met Microsoft technologieën. Het biedt informatie over plannen, werken en systemen optimaliseren. TechNet Magazine heeft een oplage van 100.000 gedrukte exemplaren in de VS. Daarnaast wordt TechNet Magazine online gepubliceerd in 11 talen op technetmagazine.com.